# Sandnes Ulf 2013
Questa voce raccoglie le informazioni riguardanti il Sandnes Ulf nelle competizioni ufficiali della stagione 2013.

## Stagione
Il Sandnes Ulf chiuse la stagione al 13º posto in classifica, centrando così la salvezza. L'avventura nella Coppa di Norvegia 2013 si chiuse invece al secondo turno, con l'eliminazione per mano del Flekkerøy. Il calciatore più utilizzato in stagione fu Anel Raskaj con 32 presenze (30 in campionato e 2 in coppa). Marius Helle fu il miglior marcatore con 8 reti (6 in campionato e 2 in coppa).

## Maglie e sponsor
Lo sponsor tecnico per la stagione 2013 fu Hummel, mentre lo sponsor ufficiale fu Øster Hus. La prima divisa era composta da una maglietta celeste con inserti bianchi, pantaloncini bianchi e calzettoni celesti. Quella da trasferta era totalmente grigia.
| Casa | Trasferta |

## Rosa
| N. |                     | Ruolo | Calciatore             |
| -- | ------------------- | ----- | ---------------------- |
| 1  | Norvegia (bandiera) | P     | Aslak Falch            |
| 2  | Svezia (bandiera)   | D     | Johnny Lundberg        |
| 3  | Norvegia (bandiera) | D     | Bjørnar Holmvik        |
| 4  | Norvegia (bandiera) | D     | Nils Petter Andersen   |
| 5  | Svezia (bandiera)   | D     | Edier Frejd            |
| 6  | Norvegia (bandiera) | D     | Avni Pepa              |
| 7  | Norvegia (bandiera) | C     | Fredrik Torsteinbø     |
| 8  | Norvegia (bandiera) | C     | Aksel Berget Skjølsvik |
| 9  | Norvegia (bandiera) | A     | Marius Helle           |
| 10 | Norvegia (bandiera) | A     | Tommy Høiland          |
| 10 | Scozia (bandiera)   | A     | Steven Lennon          |
| 11 | Canada (bandiera)   | A     | Tosaint Ricketts       |
| 13 | Irlanda (bandiera)  | P     | Sean McDermott         |
| 15 | Serbia (bandiera)   | D     | Miloš Mihajlov         |
| 18 | Norvegia (bandiera) | C     | Henrik Furebotn        |

| N. |                     | Ruolo | Calciatore                  |
| -- | ------------------- | ----- | --------------------------- |
| 19 | Norvegia (bandiera) | D     | Vegard Aanestad             |
| 21 | Svezia (bandiera)   | C     | Anel Raskaj                 |
| 22 | Norvegia (bandiera) | P     | Ingvar Sunde                |
| 23 | Islanda (bandiera)  | C     | Steinþór Freyr Þorsteinsson |
| 25 | Svezia (bandiera)   | C     | Jakob Olsson                |
| 26 | Norvegia (bandiera) | D     | Kenneth Sola                |
| 27 | Norvegia (bandiera) | A     | Zymer Bytyqi                |
| 28 | Serbia (bandiera)   | A     | Nemanja Jovanović           |
| 29 | Norvegia (bandiera) | D     | Krister Landa               |
| 31 | Norvegia (bandiera) | C     | Alexander Holta Hartvigsen  |
| 32 | Norvegia (bandiera) | C     | Erik Tønne                  |
| 32 | Norvegia (bandiera) | C     | José Alberto Valecillos     |
| 33 | Norvegia (bandiera) | C     | Vegard Skjørestad           |
| 34 | Norvegia (bandiera) | C     | Preben Øvsthun Sandvik      |

## Calciomercato

### Sessione invernale(dal 01/01 al 31/03)
| Acquisti         | Acquisti          | Acquisti       | Acquisti      |
| R.               | Nome              | da             | Modalità      |
| ---------------- | ----------------- | -------------- | ------------- |
| D                | Johnny Lundberg   |                | svincolato    |
| D                | Miloš Mihajlov    |                | svincolato    |
| C                | Henrik Furebotn   |                | svincolato    |
| C                | Jakob Olsson      | GAIS           | prestito      |
| A                | Zymer Bytyqi      | Salisburgo     | prestito      |
| A                | Nemanja Jovanović |                | svincolato    |
| A                | Tosaint Ricketts  |                | svincolato    |
| Altre operazioni |                   |                |               |
| R.               | Nome              | da             | Modalità      |
| A                | Vetle Myhre       | Vard Haugesund | fine prestito |

| Cessioni         | Cessioni                | Cessioni       | Cessioni      |
| R.               | Nome                    | a              | Modalità      |
| ---------------- | ----------------------- | -------------- | ------------- |
| P                | Bo Andersen             |                | ritiro        |
| D                | Morten Bertolt          |                | svincolato    |
| D                | Ronny Espedal           |                | ritiro        |
| D                | Harald Vindenes         | Vard Haugesund | definitivo    |
| D                | Andreas Westlye         |                | svincolato    |
| C                | Óskar Örn Hauksson      | KR Reykjavík   | fine prestito |
| C                | Arnór Ingvi Traustason  | Keflavík       | fine prestito |
| C                | Andreas Ulland Andersen |                | svincolato    |
| A                | Christian Gytkjær       | Nordsjælland   | fine prestito |
| A                | Vetle Myhre             | Vard Haugesund | definitivo    |
| Altre operazioni |                         |                |               |
| R.               | Nome                    | da             | Modalità      |
| A                | Zymer Bytyqi            | Salisburgo     | definitivo    |

### Sessione estiva(dal 15/07 al 10/08)
| Acquisti         | Acquisti         | Acquisti       | Acquisti      |
| R.               | Nome             | da             | Modalità      |
| ---------------- | ---------------- | -------------- | ------------- |
| C                | Erik Tønne       | Sheffield Utd  | definitivo    |
| A                | Steven Lennon    | Fram Reykjavík | definitivo    |
| Altre operazioni |                  |                |               |
| R.               | Nome             | da             | Modalità      |
| D                | Steffen Haugland | Vard Haugesund | fine prestito |

| Cessioni | Cessioni         | Cessioni       | Cessioni      |
| R.       | Nome             | a              | Modalità      |
| -------- | ---------------- | -------------- | ------------- |
| D        | Steffen Haugland | Fram Reykjavík | prestito      |
| D        | Bjørnar Holmvik  | Kalmar         | definitivo    |
| C        | Jakob Olsson     | GAIS           | fine prestito |
| A        | Tommy Høiland    | Molde          | definitivo    |
| A        | Tosaint Ricketts | Bucaspor       | definitivo    |

## Risultati

### Eliteserien

#### Girone di andata
| Arbitro: | Edvardsen (Hamar) |

|                        |           |  |
| Kovács 23’ Vilsvik 61’ | Marcatori |  |

| Arbitro: | Hansen (Feda) |

|  |           |             |
|  | Marcatori | 52’ Stewart |

| Arbitro: | Johnsen (Tønsberg) |

|           |           |                 |
| Frejd 52’ | Marcatori | 17’ (rig.) Sema |

| Arbitro: | Helgerud (Lier) |

|  |           |                         |
|  | Marcatori | 77’ (rig.) Þorsteinsson |

| Arbitro: | Hafsås (Trondheim) |

|             |           |           |
| Holmvik 43’ | Marcatori | 88’ Solli |

| Arbitro: | Hansen (Feda) |

|  |           |                  |
|  | Marcatori | 23’ Þorsteinsson |

| Arbitro: | Skjerven (Kaupanger) |

|             |           |                     |
| Høiland 53’ | Marcatori | 8’ Calvo 12’ Larsen |

| Arbitro: | Helgerud (Lier) |

|                                       |           |                  |
| Þórarinsson 54’ Olsen 60’ Berthod 64’ | Marcatori | 22’, 57’ Høiland |

| Sandnes 12 maggio 2013, ore 18:00 9ª giornata | Sandnes Ulf    | 0 – 0 referto | Molde | Sandnes Idrettspark (3.150 spett.)\| Arbitro: \| Sælen (Bergen) \| |
| Arbitro:                                      | Sælen (Bergen) |               |       |                                                                    |

| Arbitro: | Hagen (Grue) |

|                             |           |                       |
| Pálmason 29’ Omoijuanfo 46’ | Marcatori | 56’ Helle 69’ Høiland |

| Arbitro: | Moen (Haugesund) |

|  |           |               |
|  | Marcatori | 54’ Danielsen |

| Arbitro: | Kjensli (Oslo) |

|                                       |           |  |
| Fevang 23’ Storbæk 56’ Gunnarsson 65’ | Marcatori |  |

| Arbitro: | Edvardsen (Hamar) |

|          |           |                                         |
| Sola 84’ | Marcatori | 3’ (aut.) Holmvik 51’ Sagna 56’ Valsvik |

| Arbitro: | Rafiq (Oslo) |

|                                                      |           |                    |
| Pusic 5’ Finne 22’, 39’, 45’ Sævarsson 51’ Askar 87’ | Marcatori | 73’ (aut.) Jonsson |

| Arbitro: | Skjerven (Kaupanger) |

|                           |           |          |
| Sola 28’, 63’ Høiland 54’ | Marcatori | 11’ Hoff |

#### Girone di ritorno
| Arbitro: | Døvle (Larvik) |

|                        |           |                   |
| Furebotn 33’ Helle 56’ | Marcatori | 37’ Adjei-Boateng |

| Arbitro: | Kjensli (Oslo) |

|                                   |           |                                              |
| Ulvestad 47’ (rig.) Hamdallah 73’ | Marcatori | 28’ Torsteinbø 51’ Furebotn 90’ Þorsteinsson |

| Arbitro: | Johnsen (Tønsberg) |

|                                        |           |               |
| Bamberg 7’ Cvetinović 29’ Myrestam 76’ | Marcatori | 2’ Torsteinbø |

| Arbitro: | Staberg (Harstad) |

|                                |           |               |
| Þorsteinsson 9’ Torsteinbø 89’ | Marcatori | 13’ Moldskred |

| Arbitro: | Edvardsen (Hamar) |

|  |           |                   |
|  | Marcatori | 62’ (aut.) Haugen |

| Arbitro: | Hagen (Grue) |

|                               |           |                                          |
| Skjølsvik 31’ (rig.) Sola 69’ | Marcatori | 1’ Søderlund 80’ Reginiussen 90’ Helland |

| Arbitro: | Nilsen (Oslo) |

|                                                                      |           |  |
| Vikstøl 8’ Vilhjálmsson 32’, 48’, 58’ Asante 54’ Hoff 72’ Acosta 79’ | Marcatori |  |

| Arbitro: | Skjerven (Kaupanger) |

|                     |           |  |
| Sola 57’ Lennon 90’ | Marcatori |  |

| Arbitro: | Rafiq (Oslo) |

|                                                   |           |                  |
| Hussain 7’ Chima 14’ Berget 25’ Hoseth 45’ (rig.) | Marcatori | 74’ (aut.) Dæhli |

| Arbitro: | Berntsen (Vang) |

|                  |           |            |
| Þorsteinsson 23’ | Marcatori | 90’ Mjelde |

| Arbitro: | Moen (Haugesund) |

|                      |           |               |
| Ingelsten 78’ (rig.) | Marcatori | 69’ Skjølsvik |

| Arbitro: | Døvle (Larvik) |

|                          |           |                                               |
| Helle 35’ Torsteinbø 57’ | Marcatori | 38’, 67’ Johnsen 88’ Gunnarsson 90’ Samuelsen |

| Arbitro: | Kjensli (Oslo) |

|                      |           |              |
| Holsæter 2’ Mane 26’ | Marcatori | 45’ Aanestad |

| Arbitro: | Staberg (Harstad) |

|                     |           |            |
| Helle 10’, 47’, 60’ | Marcatori | 43’ Barmen |

| Arbitro: | Johnsen (Tønsberg) |

|                       |           |  |
| Berre 6’ González 70’ | Marcatori |  |

### Coppa di Norvegia
| Avaldsnes 17 aprile 2013, ore 18:00 Primo turno                                                                                     | Avaldsnes | 1 – 7 referto                                                                          | Sandnes Ulf | Avaldsnes Idrettssenter |
| \| \| \| \| \| Aarvik 57’ \| Marcatori \| 21’ (rig.), 38’ Helle 22’, 54’ Ricketts 34’ Þorsteinsson 55’ (aut.) Hetland 62’ Olsson \| |           |                                                                                        |             |                         |
| |           |                                                                                        |             |                         |
| Aarvik 57’ | Marcatori | 21’ (rig.), 38’ Helle 22’, 54’ Ricketts 34’ Þorsteinsson 55’ (aut.) Hetland 62’ Olsson |             |                         |

| Flekkerøya 1º maggio 2013, ore 18:00 Secondo turno   | Flekkerøy | 2 – 0 referto | Sandnes Ulf | Flekkerøy Kunstgress (Loe spett.) |
| \| \| \| \| \| Andreasen 60’, 67’ \| Marcatori \| \| |           |               |             |                                   |
|                                                      |           |               |             |                                   |
| Andreasen 60’, 67’                                   | Marcatori |               |             |                                   |

## Statistiche

### Statistiche di squadra
| Competizione      | Punti | In casa | In casa | In casa | In casa | In casa | In casa | In trasferta | In trasferta | In trasferta | In trasferta | In trasferta | In trasferta | Totale | Totale | Totale | Totale | Totale | Totale | DR  |
| Competizione      | Punti | G       | V       | N       | P       | Gf      | Gs      | G            | V            | N            | P            | Gf           | Gs           | G      | V      | N      | P      | Gf     | Gs     | DR  |
| ----------------- | ----- | ------- | ------- | ------- | ------- | ------- | ------- | ------------ | ------------ | ------------ | ------------ | ------------ | ------------ | ------ | ------ | ------ | ------ | ------ | ------ | --- |
| Eliteserien       | 33    | 15      | 5       | 4       | 6       | 21      | 21      | 15           | 4            | 2            | 9            | 15           | 37           | 30     | 9      | 6      | 15     | 36     | 58     | -22 |
| Coppa di Norvegia | -     | 0       | 0       | 0       | 0       | 0       | 0       | 2            | 1            | 0            | 1            | 7            | 3            | 2      | 1      | 0      | 1      | 7      | 3      | +4  |
| Totale            | -     | 15      | 5       | 4       | 6       | 21      | 21      | 17           | 5            | 2            | 10           | 22           | 40           | 32     | 10     | 6      | 16     | 43     | 61     | -18 |

### Statistiche dei giocatori
| Giocatore           | Eliteserien | Eliteserien | Eliteserien | Eliteserien | Coppa di Norvegia | Coppa di Norvegia | Coppa di Norvegia | Coppa di Norvegia | Totale   | Totale | Totale      | Totale     |
| Giocatore           | Presenze    | Reti        | Ammonizioni | Espulsioni  | Presenze          | Reti              | Ammonizioni       | Espulsioni        | Presenze | Reti   | Ammonizioni | Espulsioni |
| ------------------- | ----------- | ----------- | ----------- | ----------- | ----------------- | ----------------- | ----------------- | ----------------- | -------- | ------ | ----------- | ---------- |
| V. Aanestad         | 20          | 1           | 5           | 0           | 1                 | 0                 | 0                 | 0                 | 21       | 1      | 5           | 0          |
| N. Andersen         | 1           | 0           | 0           | 0           | 0                 | 0                 | 0                 | 0                 | 1        | 0      | 0           | 0          |
| A. Berget Skjølsvik | 27          | 2           | 3           | 0           | 2                 | 0                 | 0                 | 0                 | 29       | 2      | 3           | 0          |
| Z. Bytyqi           | 15          | 0           | 1           | 0           | 1                 | 0                 | 0                 | 0                 | 16       | 0      | 1           | 0          |
| A. Falch            | 6           | 0           | 0           | 0           | 2                 | 0                 | 0                 | 0                 | 8        | 0      | 0           | 0          |
| E. Frejd            | 27          | 1           | 3           | 0           | 1                 | 0                 | 0                 | 0                 | 28       | 1      | 3           | 0          |
| H. Furebotn         | 26          | 2           | 2           | 1           | 2                 | 0                 | 0                 | 0                 | 28       | 2      | 2           | 1          |
| A. Hartvigsen       | 0           | 0           | 0           | 0           | 0                 | 0                 | 0                 | 0                 | 0        | 0      | 0           | 0          |
| M. Helle            | 27          | 6           | 4           | 0           | 1                 | 2                 | 0                 | 0                 | 28       | 8      | 4           | 0          |
| B. Holmvik          | 15          | 1           | 3           | 0           | 0                 | 0                 | 0                 | 0                 | 15       | 1      | 3           | 0          |
| T. Høiland          | 15          | 5           | 3           | 0           | 1                 | 0                 | 1                 | 0                 | 16       | 5      | 4           | 0          |
| N. Jovanović        | 9           | 0           | 1           | 0           | 2                 | 0                 | 0                 | 0                 | 11       | 0      | 1           | 0          |
| K. Landa            | 0           | 0           | 0           | 0           | 0                 | 0                 | 0                 | 0                 | 0        | 0      | 0           | 0          |
| S. Lennon           | 13          | 1           | 0           | 0           | 0                 | 0                 | 0                 | 0                 | 13       | 1      | 0           | 0          |
| J. Lundberg         | 3           | 0           | 0           | 0           | 1                 | 0                 | 0                 | 0                 | 4        | 0      | 0           | 0          |
| S. McDermott        | 25          | 0           | 4           | 1           | 0                 | 0                 | 0                 | 0                 | 25       | 0      | 4           | 1          |
| M. Mihajlov         | 23          | 0           | 2           | 1           | 2                 | 0                 | 0                 | 0                 | 25       | 0      | 2           | 1          |
| J. Olsson           | 6           | 0           | 0           | 0           | 2                 | 1                 | 0                 | 0                 | 8        | 1      | 0           | 0          |
| A. Pepa             | 24          | 0           | 3           | 0           | 0                 | 0                 | 0                 | 0                 | 24       | 0      | 3           | 0          |
| A. Raskaj           | 30          | 0           | 3           | 0           | 2                 | 0                 | 0                 | 0                 | 32       | 0      | 3           | 0          |
| T. Ricketts         | 12          | 0           | 0           | 0           | 2                 | 2                 | 1                 | 0                 | 14       | 2      | 1           | 0          |
| P. Sandvik          | 0           | 0           | 0           | 0           | 0                 | 0                 | 0                 | 0                 | 0        | 0      | 0           | 0          |
| V. Skjørestad       | 0           | 0           | 0           | 0           | 0                 | 0                 | 0                 | 0                 | 0        | 0      | 0           | 0          |
| K. Sola             | 17          | 5           | 1           | 0           | 2                 | 0                 | 0                 | 0                 | 19       | 5      | 1           | 0          |
| I. Sunde            | 0           | 0           | 0           | 0           | 0                 | 0                 | 0                 | 0                 | 0        | 0      | 0           | 0          |
| S. Þorsteinsson     | 28          | 5           | 5           | 0           | 2                 | 1                 | 1                 | 0                 | 30       | 6      | 6           | 0          |
| E. Tønne            | 10          | 0           | 0           | 0           | 0                 | 0                 | 0                 | 0                 | 10       | 0      | 0           | 0          |
| F. Torsteinbø       | 24          | 4           | 0           | 0           | 2                 | 0                 | 0                 | 0                 | 26       | 4      | 0           | 0          |
| J. Valecillos       | 0           | 0           | 0           | 0           | 0                 | 0                 | 0                 | 0                 | 0        | 0      | 0           | 0          |